# Robert Pinget
Robert Pinget (Ginevra, 19 luglio 1919 – Tours, 25 agosto 1997) è stato uno scrittore svizzero di lingua francese, laureato in legge.
Prima di dedicarsi alla scrittura è stato pittore.

## Biografia
Con Alain Robbe-Grillet e Nathalie Sarraute è stato uno dei protagonisti del movimento letterario Nouveau Roman.
Le prime pièces furono riduzioni di opere in prosa: "Lettera morta" (Lettre morte, 1959), "La manovella" (La manivelle, 1960). Con "L'ipotesi" (L'Hypothèse, 1961) e "Inchiesta su Mortin" (Autour de Mortin) , trasmessa alla radio nel 1965,  inventò il personaggio di Mortin , uno scrittore assorto nelle sue nevrosi creative che ritroveremo anche in “Paralchimia” (1973).
Gli esperimenti del linguaggio nel  dramma “Qui o altrove” (1965) collocano Pinget nella seconda generazione del Teatro dell'assurdo.
Per la sua opera letteraria, nel 1987 gli è conferito dal Ministero della Cultura francese il Grand Prix national des lettres.

## Opere
- Entre Fantoine et Agapa, Jarnac, Éd. Tour de Feu, 1951; Éd. de Minuit
- Mahu ou le matériau, Paris, Robert Laffont, 1952; Éd. de Minuit
- Le Renard et la boussole, Paris, Gallimard, 1953; Éd. de Minuit
- Graal flibuste, Paris, Éd. de Minuit, 1956
- Baga, Paris, Éd. de Minuit, 1958
- Lettre morte, Paris, Éd. de Minuit, 1959, dramma (Lettera morta, tr. di Emilio Castellani e Maria Castellani, Einaudi 1962)
- La Manivelle, Paris, Éd. de Minuit, 1960, radiodramma (La manovella, tr. di Benedetta de Moll, Einaudi 1962)
- Clope au dossier, Paris, Éd. de Minuit, 1961
- Ici ou ailleurs, Paris, Éd. de Minuit, 1961 (Qui o altrove, tr. di Carlo Cignetti, Einaudi 1965)
- Architruc, Paris, Éd. de Minuit, 1961 (Arcicoso, tr. di Carlo Cignetti, Einaudi 1965)
- L'Hypothèse, Paris, Éd. de Minuit, 1961 (L'ipotesi, tr. di Carlo Cignetti, Einaudi 1965)
- Le Fiston, Paris, Éd. de Minuit, 1959
- L'Inquisitoire, Paris, Éd. de Minuit, 1962 (L'inquisitoria, tr. di Livia Livi, Einaudi 1966)
- Autour de Mortin, Paris, Éd. de Minuit, 1965 (Inchiesta su Mortin, tr. di Clara Lusignoli, Einaudi 1970)
- Quelqu'un, Paris, Éd. de Minuit, 1965 (Qualcuno, tr. di Jacques Morano, Feltrinelli 1969)
- Le Libera, Paris, Éd. de Minuit, 1968
- Passacaille, Paris, Éd. de Minuit, 1969
- Identité, Paris, Éd. de Minuit, 1971
- Abel et Bela, Paris, Éd. de Minuit, 1971; Éditions Actes Sud, coll. "Répliques", 1992
- Fable, Paris, Éd. de Minuit, 1971
- Paralchimie, Paris, Éd. de Minuit, 1973
- Nuit, Paris, Éd. de Minuit, 1973
- Cette Voix, Paris, Éd. de Minuit, 1975
- L'Apocryphe, Paris, Éd. de Minuit, 1980
- Monsieur Songe, Paris, Éd. de Minuit, 1982 (Monsieur Songe, tr. di Daniele Gorret, Guanda 1983)
- Le Harnais, Paris, Éd. de Minuit, 1984
- Charrue, Paris, Éd. de Minuit, 1985
- Un Testament bizarre, Paris, Éd. de Minuit, 1986
- L'Ennemi, Paris, Éd. de Minuit, 1987
- Du Nerf, Paris, Éd. de Minuit, 1990
- Cette Chose, (con Jean Deyrolle), Paris, Deyrolle éditeur, (1967), 1990
- Théo ou le temps neuf, Paris, Éd. de Minuit, 1991
- L'Affaire Ducreux et autres textes, Paris, Éd. de Minuit, 1995
- Tâches d'encre, Paris, Éd. de Minuit, 1997